# 高木香帆
高木 香帆（たかぎ かほ、2000年9月6日 - ）は、岩手県滝沢市出身の女子競輪選手。日本競輪選手会佐賀支部所属（当初は青森支部所属、登録地は岩手県）、ホームバンクは武雄競輪場。日本競輪選手養成所第120期生。師匠は佐藤友和（88期）。実兄は同じく競輪選手の高木翔（105期）、夫も同じく競輪選手の久保光司（119期）。

## 経歴
中学時代は陸上競技に打ち込み、紫波総合高校入学後に兄の影響で自転車競技を始めた。2018年インターハイ自転車競技女子500mタイムトライアルで7位となるなど実績を残した。
2020年1月16日、日本競輪選手養成所第120回技能試験に合格。養成所競走成績は17位（0勝）。
2021年5月1日、静岡競輪場での新人戦「競輪ルーキーシリーズ2021」でデビューし2着。
2025年6月6日、養成所で同期だった久保光司と結婚。同年8月8日付けで、夫の所属する佐賀支部に移籍。